# The Masked Singer/Staffel 1
Die erste Staffel von The Masked Singer wurde vom 27. Juni bis 1. August 2019 auf ProSieben ausgestrahlt.
Von Moderator Matthias Opdenhövel wurde angekündigt, dass sich unter den Maskierten die Gewinner von 41 Goldenen Schallplatten, zehn Platin-Schallplatten, Doppel- und Vierfach-Platin, des Bambi und der Goldenen Kamera sowie auch Deutsche Meister, Weltmeister und der Träger eines Verdienstordens befinden.

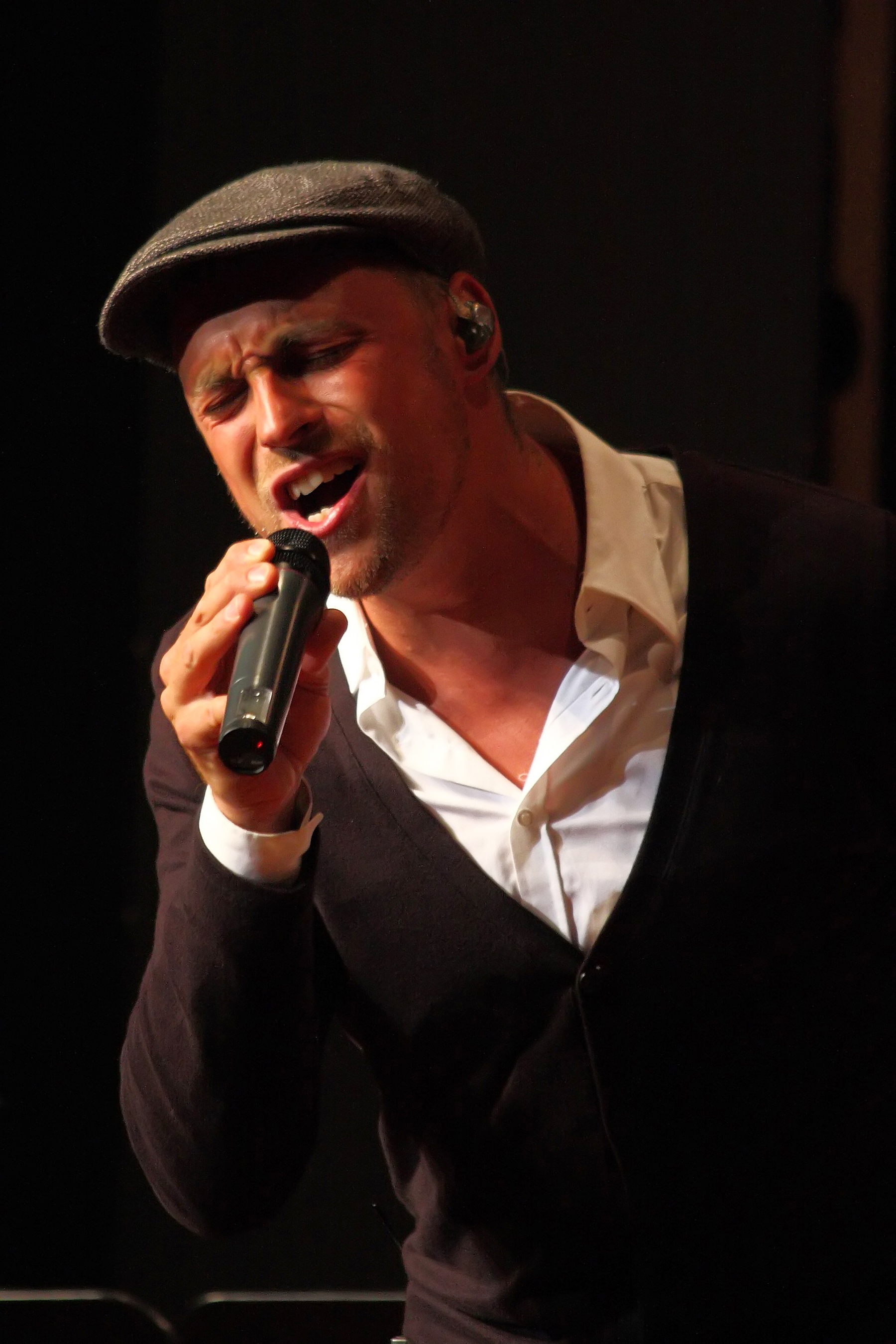
Max Mutzke, Sieger der ersten Staffel

## Rateteam
| Folge | Ständige Mitglieder | Ständige Mitglieder | Ständige Mitglieder     | Gastmitglied  |
| ----- | ------------------- | ------------------- | ----------------------- | ------------- |
| 1     | Ruth Moschner       | Max Giesinger       | Collien Ulmen-Fernandes | Rea Garvey    |
| 2     | Ruth Moschner       | Max Giesinger       | Collien Ulmen-Fernandes | Elton         |
| 3     | Ruth Moschner       | Max Giesinger       | Collien Ulmen-Fernandes | Faisal Kawusi |
| 4     | Ruth Moschner       | Max Giesinger       | Collien Ulmen-Fernandes | Samu Haber    |
| 5     | Ruth Moschner       | Max Giesinger       | Collien Ulmen-Fernandes | Sasha         |
| 6     | Ruth Moschner       | Max Giesinger       | Collien Ulmen-Fernandes | Adel Tawil    |

## Teilnehmer
| Platz | Kostüm        | Person              | Bekannt als                     | Aus in Folge | Quelle |
| ----- | ------------- | ------------------- | ------------------------------- | ------------ | ------ |
| 1     | Astronaut     | Max Mutzke          | Singer-Songwriter               | 6            | [ 2 ]  |
| 2     | Grashüpfer    | Gil Ofarim          | Musiker                         | 6            | [ 3 ]  |
| 03 1  | Engel         | Bülent Ceylan       | Komiker, Moderator              | 6            | [ 4 ]  |
| 04 1  | Monster       | Susianna Kentikian  | Boxerin                         | 6            | [ 5 ]  |
| 5     | Kudu          | Daniel Aminati      | Moderator, Schauspieler, Sänger | 6            | [ 6 ]  |
| 6     | Panther       | Stefanie Hertel     | Sängerin, Moderatorin           | 5            | [ 7 ]  |
| 7     | Eichhörnchen  | Marcus Schenkenberg | Model, Modedesigner             | 4            | [ 8 ]  |
| 8     | Kakadu        | Heinz Hoenig        | Schauspieler, Sänger            | 3            | [ 9 ]  |
| 9     | Schmetterling | Susan Sideropoulos  | Schauspielerin, Moderatorin     | 2            | [ 10 ] |
| 10    | Oktopus       | Lucy Diakovska      | Sängerin, Musicaldarstellerin   | 1            | [ 11 ] |

## Folgen
|    | Kostüm        | Lied, Originalinterpret           | Ergebnis      |
| -- | ------------- | --------------------------------- | ------------- |
| 1  | Engel         | Sweet Dreams – Marilyn Manson     | Gewonnen      |
| 2  | Monster       | What Is Love – Haddaway           | Vielleicht    |
|    |               |                                   |               |
| 3  | Grashüpfer    | Just a Gigolo – Irving Caesar     | Vielleicht    |
| 4  | Panther       | Sign of the Times – Harry Styles  | Gewonnen      |
|    |               |                                   |               |
| 5  | Oktopus       | Uptown Funk – Bruno Mars          | Ausgeschieden |
| 6  | Kudu          | Come with Me – Puff Daddy         | Gewonnen      |
|    |               |                                   |               |
| 7  | Kakadu        | You Are So Beautiful – Joe Cocker | Vielleicht    |
| 8  | Eichhörnchen  | Come Together – The Beatles       | Gewonnen      |
|    |               |                                   |               |
| 9  | Schmetterling | Toxic – Britney Spears            | Vielleicht    |
| 10 | Astronaut     | Hello – Adele                     | Gewonnen      |

|   | Kostüm        | Lied, Originalinterpret           | Ergebnis      |
| - | ------------- | --------------------------------- | ------------- |
| 1 | Grashüpfer    | Skyfall – Adele                   | Gewonnen      |
| 2 | Panther       | Sucker – Jonas Brothers           | Vielleicht    |
| 3 | Engel         | Nothing Else Matters – Metallica  | Gewonnen      |
|   |               |                                   |               |
| 4 | Schmetterling | Fever – Little Willie John        | Ausgeschieden |
| 5 | Monster       | Don’t Cha – The Pussycat Dolls    | Gewonnen      |
|   |               |                                   |               |
| 6 | Kudu          | Use Somebody – Kings of Leon      | Gewonnen      |
| 7 | Kakadu        | She’s a Lady – Tom Jones          | Vielleicht    |
|   |               |                                   |               |
| 8 | Eichhörnchen  | Tainted Love – Gloria Jones       | Vielleicht    |
| 9 | Astronaut     | Someone You Loved – Lewis Capaldi | Gewonnen      |

|   | Kostüm       | Lied, Originalinterpret                       | Ergebnis      |
| - | ------------ | --------------------------------------------- | ------------- |
| 1 | Engel        | Atemlos durch die Nacht – Helene Fischer      | Vielleicht    |
| 2 | Grashüpfer   | Believer – Imagine Dragons                    | Gewonnen      |
|   |              |                                               |               |
| 3 | Panther      | Don’t You Worry ’Bout a Thing – Stevie Wonder | Vielleicht    |
| 4 | Kudu         | Are You Gonna Go My Way – Lenny Kravitz       | Gewonnen      |
|   |              |                                               |               |
| 5 | Kakadu       | Behind Blue Eyes – The Who                    | Ausgeschieden |
| 6 | Monster      | Superstar – Jamelia                           | Gewonnen      |
|   |              |                                               |               |
| 7 | Eichhörnchen | Mmm Mmm Mmm Mmm – Crash Test Dummies          | Vielleicht    |
| 8 | Astronaut    | Tears in Heaven – Eric Clapton                | Gewonnen      |

|          | Kostüm       | Lied, Originalinterpret                        | Ergebnis      |                               |
| -------- | ------------ | ---------------------------------------------- | ------------- | ----------------------------- |
| 1        | Kudu         | Let Me Entertain You – Robbie Williams         | Vielleicht    |                               |
| 2        | Grashüpfer   | Shallow – Lady Gaga & Bradley Cooper           | Gewonnen      |                               |
|          |              |                                                |               |                               |
| 3        | Panther      | Highway to Hell – AC/DC                        | Gewonnen      |                               |
| 4        | Monster      | 7 Rings – Ariana Grande                        | Gewonnen      |                               |
| 5        | Eichhörnchen | The House of the Rising Sun – The Animals      | Vielleicht    |                               |
|          |              |                                                |               |                               |
| 6        | Engel        | Killing in the Name – Rage Against the Machine | Vielleicht    |                               |
| 7        | Astronaut    | Space Oddity – David Bowie                     | Gewonnen      |                               |
| Sing-Off | Sing-Off     | Sing-Off                                       | Sing-Off      | Indizien-Gegenstand           |
| 8        | Kudu         | Feeling Good – Cy Grant                        | Gewonnen      | Trillerpfeife                 |
| 9        | Eichhörnchen | Song 2 – Blur                                  | Ausgeschieden | Cheeseburger                  |
| 10       | Engel        | Word Up! – Cameo                               | Gewonnen      | „Deig Zich“ aus Russisch Brot |

|          | Kostüm     | Lied, Originalinterpret                              | Ergebnis      |                     |
| -------- | ---------- | ---------------------------------------------------- | ------------- | ------------------- |
| 1        | Monster    | Crazy – Britney Spears                               | Vielleicht    |                     |
| 2        | Kudu       | Lose Yourself – Eminem / Jump Around – House of Pain | Gewonnen      |                     |
|          |            |                                                      |               |                     |
| 3        | Panther    | Memory – Elaine Paige                                | Vielleicht    |                     |
| 4        | Engel      | Engel – Rammstein                                    | Gewonnen      |                     |
|          |            |                                                      |               |                     |
| 5        | Astronaut  | Stay with Me – Sam Smith                             | Gewonnen      |                     |
| 6        | Grashüpfer | Creep – Radiohead                                    | Vielleicht    |                     |
| Sing-Off | Sing-Off   | Sing-Off                                             | Sing-Off      | Indizien-Gegenstand |
| 7        | Monster    | Can’t Get You Out of My Head – Kylie Minogue         | Gewonnen      | Wackelpudding       |
| 8        | Panther    | Girl On Fire – Alicia Keys                           | Ausgeschieden | Uhr                 |
| 9        | Grashüpfer | The Pretender – Foo Fighters                         | Gewonnen      | Tonbandaufnahme     |

|         | Kostüm                      | Lied, Originalinterpret                                           | Ergebnis      |                                   |
| ------- | --------------------------- | ----------------------------------------------------------------- | ------------- | --------------------------------- |
|         | Alle Teilnehmer der Staffel | Bohemian Rhapsody – Queen                                         | –             |                                   |
| Runde 1 |                             |                                                                   |               |                                   |
| 1       | Kudu                        | Hip Hop Hooray – Naughty by Nature                                | Ausgeschieden |                                   |
| 2       | Grashüpfer                  | Sorry Seems to Be the Hardest Word – Elton John                   | Gewonnen      |                                   |
| 3       | Monster                     | Crazy in Love – Beyoncé                                           | Gewonnen      |                                   |
| 4       | Engel                       | Chop Suey! – System of a Down                                     | Gewonnen      |                                   |
| 5       | Astronaut                   | What a Wonderful World – Louis Armstrong / Fields of Gold – Sting | Gewonnen      |                                   |
| Runde 2 | Runde 2                     | Runde 2                                                           | Runde 2       | Indizien-Gegenstand               |
| 6       | Grashüpfer                  | Kings and Queens – Thirty Seconds to Mars                         | Gewonnen      | Handpuppe                         |
| 7       | Monster                     | FRIENDS – Marshmello & Anne-Marie                                 | Ausgeschieden | Insekten                          |
|         |                             |                                                                   |               |                                   |
| 8       | Engel                       | Wannabe – Spice Girls                                             | Ausgeschieden | Mutter Courage von Bertolt Brecht |
| 9       | Astronaut                   | Earth Song – Michael Jackson                                      | Gewonnen      | Erste-Hilfe-Kasten                |
| Runde 3 |                             |                                                                   |               |                                   |
| 10      | Grashüpfer                  | Shallow – Lady Gaga & Bradley Cooper                              | Ausgeschieden |                                   |
| 11      | Astronaut                   | Tears in Heaven – Eric Clapton                                    | Gewonnen      |                                   |

## Einschaltquoten
| Folge | Datum          | Zuschauer | Zuschauer       | Marktanteil | Marktanteil     | Quelle |
| Folge | Datum          | Gesamt    | 14 bis 49 Jahre | Gesamt      | 14 bis 49 Jahre | Quelle |
| ----- | -------------- | --------- | --------------- | ----------- | --------------- | ------ |
| 1     | 27. Juni 2019  | 2,19 Mio. | 1,46 Mio.       | 9,4 %       | 20,7 %          | [ 13 ] |
| 2     | 4. Juli 2019   | 2,55 Mio. | 1,65 Mio.       | 11,1 %      | 24,6 %          | [ 14 ] |
| 3     | 11. Juli 2019  | 3,03 Mio. | 2,04 Mio.       | 12,1 %      | 27,3 %          | [ 15 ] |
| 4     | 18. Juli 2019  | 3,12 Mio. | 2,02 Mio.       | 12,9 %      | 27,2 %          | [ 16 ] |
| 5     | 25. Juli 2019  | 3,16 Mio. | 2,07 Mio.       | 14,0 %      | 29,0 %          | [ 17 ] |
| 6     | 1. August 2019 | 4,34 Mio. | 2,67 Mio.       | 20,0 %      | 38,5 %          | [ 18 ] |
| ø     | ø              | 3,15 Mio. | 2,03 Mio.       | 13,6 %      | 28,3 %          | [ 19 ] |